# Component Content Management System
 (janvier 2021).
Améliorez-le ou discutez des points à vérifier. 
Un Système de Gestion de Contenu par Composant (SGCC) (en anglais : Component Content Management System CCMS) est un système de gestion de contenu spécialement développé pour relever les particularités de la gestion des contenus structurés et modulaires qu'ils soient propriétaires ou dans un standard ouvert. Les caractéristiques sont un répertoire unique des contenus, l'automatisation des processus, et la publication multicanal.
Le CCMS fournit le cadre de travail pour les développeurs de contenus et les rédacteurs techniques pour planifier, suivre, réutiliser, publier, traduire et faire traduire les objets constitutifs de la documentation finale : texte et fragments XML, images, listes et références, vidéos. 
L'outil doit permettre une recherche adaptée à la granularité des contenus en utilisant la recherche plein texte et sur les métadonnées, ainsi qu'en utilisant les variables, branches, etc. Les dépendances entre contenus, la transclusion (réutilisation) entre les objets, les références aux ressources externes et l'applicabilité doivent être aussi exposées par le CCMS.  
Les fonctionnalités attendues d'un CCMS comportent :  
- Contrôle centralisé: concentrer la connaissance et permettre le partage, l'échange, la réutilisation et les révisions du contenu. Le CCMS peut être essentiel en cas d'audit et fournir une traçabilité parfaite des informations tout au long du cycle de vie des contenus.
- Enrichissement des contenus: permet de créer et maintenir les métadonnées qui facilite la découverte des informations à la fois dans le système lui-même mais également pour les utilisateurs de la documentation.
- Intégrité des données: gestion des liens entre les objets – très important lorsque l'objet est réutilisé dans plusieurs documents, plusieurs versions/plusieurs machines.
- Collaboration entre équipes: intègre et s'adapte aux rôles et droits d'accès de l'organisation, supporter les processus de collaboration des experts en révision et approbation des contenus.
- Gestion des processus: s'adapte et renforce les règles et processus de l'organisation, incluant gestion des traductions, les transformations et publications des documentations finales sur les canaux nécessaires.
- Intégration: interfaçage avec les système de livraison de contenus, tels que les système de diffusion dynamique web, système de gestion des formations, archivages, et autres systèmes.